# Club Deportivo Municipal de Espinar
El Club deportivo Municipal de Espinar es un club de fútbol del Perú de la provincia de Espinar, en el departamento de Cuzco. Fundado en 1989,desde ese año participación permanente en la  Copa Perú a partir del 1989.

## Historia
Fue fundado el 23 de febrero de 1989 en Yauri, Perú. El club por varios años participó en la Liga Distrital de Espinar. Luego de allí, fue escalando a la etapa provincial de Espinar y luego la etapa departamental del Cuzco. Sin embargo, en el 2010 el club se afilia en la Liga Superior del Cuzco en el 2010. Temporalmente mantuvo la cuarta posición del torneo. Finalmente el club ocupa el sexto puesto de la liga. También participó en la Liga Superior del Cusco 2011. Luego escaló a la etapa departamnetal.
Para el año 2012, el club retorna y a se afilia a la Liga Distrital de Espinar. Luego de allí, escala hasta la etapa departamental.
Clasificó a la Etapa provincial de espinar donde fue eliminado en la primera fase y sigue participando en las etapas distrales de yauri año a año yen el presente 2018.
En la temporada 2019, el club pierde la categoría en la Liga Distrital de Yauri y desciende a la segunda distrital. Después de la pandemia Covid-19, el club no se ha vuelto presentar a la liga distrital. No obstante, está dedicando más tiempo a la formación de jugadores de su división de menores. A su vez, participa en campeonatos infantiles y categorías inferiores.

## Uniforme

### Uniforme titular
- Camiseta: Azul marino con franjas rojos.
- Shorts: Azul marino.
- Calcetas: Azul marino.

### Uniforme Alterno
- Camiseta: Naranja.
- Shorts: Negros.
- Calcetas: Negras.

## Evolución Indumentaria

#### Uniforme Titular 1989 al 2019
| Titular 1 | Titular 2 | Titular 3 | Titular 4 | Titular 5 | Titular 6 | Titular 7 | Titular 8 |  |

#### Uniforme Alterno 1989 al 2019
| Alterno 1 | Alterno 2 | Alterno 3 | Alterno 4 | Alterno 5 | Alterno 6 | Alterno 7 | Alterno 8 |  |

## Estadio
Estadio Manuel Prado de Espinar
El estadio manuel prado conocido tan bien como el waca cancha o el estadio vetusto de yauri donde se desputa los partidos de la etapa distrial de yauri. 

## Palmarés

### Torneos regionales
| Competición regional             | Títulos | Subcampeonatos    |
| -------------------------------- | ------- | ----------------- |
| Liga Provincial de Espinar (0/3) |         | 2009, 2011, 2012. |
| Liga Distrital de Yauri (1/1)    | 2018.   | 2017.             |

## Enlace
- Etapa Departamental del Cuzco 2009
- Liga Superior del Cuzco 2010
- Etapa Departamental del Cuzco 2011
- Liga Distrital de Espinar 2012
- Etapa Departamental del Cuzco 2012
- Liga Distrital de Espinar 2014
- Video: Deportivo Municipal de Espinar 2013
- Liga Distrital de Yauri 2018
- Etapa Provincial de Espinar 2018
- Liga Distrital de Yauri 2019

- Datos: Q48643309